# Dogs in Space
Dogs in Space (Perros en el espacio en Hispanoamérica y Perros espaciales en España) es una serie de streaming animada de acción y aventuras canadiense-estadounidense creada por Jeremiah Cortez y desarrollada por Cortez, James Hamilton y Adam Henry para Netflix. Producida por GrizzlyJerr Productions, Atomic Cartoons y Netflix Animation, la serie se estrenó el 18 de noviembre de 2021.

## Reparto de voces
La tripulación de Plutón
- Haley Joel Osment como Garbage, el capitán corgi de Plutón que está decidido a encontrar un nuevo hogar para la humanidad.[2]
  - Gracen Newton como Puppy Garbage
- Sarah Chalke como Stella, una collie de pelo largo que es la sensata oficial táctica de Plutón.[2]
- Kimiko Glenn como Nomi, una shih tzu que es la piloto emocionable de Plutón.[2]
  - Sophie Jean Wu como Nomi Cachorra
- Chris Parnell como Ed, un cleptómano jack russell terrier que sirve como "embajador".[2]
  - Dawson Griffen como Ed Cachorro
- David Lopez como Chonies, un chihuahua que es el oficial médico / técnico de Plutón.[2]
  - Dylan Alvarado como Chonies Cachorro
- William Jackson Harper como Loaf, un nervioso oficial de vigilancia bulldog que ayuda a la tripulación del Embark[2]* Debra Wilson como Kira, una Laika de Siberia occidental que fue enviada al espacio a y al poco tiempo quedó varada en un planeta hasta que la tripulación la rescató.
  - Duchess, una san bernardo que es miembro del Consejo.
  - Nova Reed como Kira Cachorra

Recurrentes
- JP Karliak como Happy, el capitán caniche de Venus y miembro del Consejo que se opone a Garbage.[2]
- Michael Dorn como Pistachio Soup, el jefe del Consejo.
- John DiMaggio como Gen. Huntrods, un general humano que forma parte del programa que envía perros al espacio para encontrarles un nuevo hogar a los humanos.
  - Jerry, un guardia de seguridad chow chow en el M-Bark.
- Vyvy Nguyen como Chelsea, el humano de Garbage que es un científico en la Tierra.
- Deedee Magno Hall como Penelope, una spaniel tibetana que es la entrenadora de perros de M-Bark y alguna vez una perrita de exhibición ganadora de premios.
- Rena Strober como Olga, la científica humana principal del programa y dueña de Kira.
  - Luna, miembro del Consejo
  - Maple, miembro del Consejo
- Wil Wheaton como Atlas, un boston terrier que es el oficial médico / técnico de Venus.

Invitados
- Bobby Moynihan como Goopy
- Andrew Kishino como Cy-bark

## Producción
La serie se anunció por primera vez en junio de 2021.

## Estreno
Dogs in Space se estrenó el 18 de noviembre de 2021 en Netflix. Se lanzó un avance el 19 de octubre.